# Kalmosaari (ö i Outokumpu, Juojärvi)
Kalmosaari är en liten ö i Finland. Ordet kalmosaari hänvisar antagligen att ön har varit begravningsplats. Ön ligger i sjön Juojärvi och i kommunen Outokumpu i Outokumpu stad i den ekonomiska regionen  Joensuu och landskapet Norra Karelen, i den sydöstra delen av landet, 300 km nordost om huvudstaden Helsingfors. Öns area är 0,9 hektar och dess största längd är 150 meter i öst-västlig riktning.